# Хоккей на траве на Всеафриканских играх 1995
Соревнования по хоккею на траве на Всеафриканских играх 1995 проходили с 14 по 21 сентября 1995 года в городе Хараре (Зимбабве) среди мужских и женских команд. В турнире приняло участие 6 мужских и 6 женских команд. Впервые на Всеафриканских играх был проведён турнир женских команд.
В мужском турнире победителем в 1-й раз в своей истории стала сборная ЮАР, второе место заняла сборная Египта, бронзовые медали завоевала сборная Кении. Из 15-ти игр мужского турнира фактически состоялось 12; в оставшихся трёх (Кения — Нигерия, Египет — Зимбабве, Египет — Кения) техническая победа (из-за неявки соперника) была присуждена командам, указанным первыми. Это отражено и в таблице результатов игр.
В женском турнире победителем в 1-й раз в своей истории стала сборная ЮАР, второе место заняла сборную Зимбабве, бронзовые медали завоевала сборная Кении. Из 15-ти игр женского турнира фактически состоялось 4; из оставшихся: в шести (Кения — Намибия, Зимбабве — Нигерия, Нигерия — Гана, ЮАР — Намибия, Зимбабве — Кения, ЮАР — Нигерия) техническая победа (из-за неявки соперника) была присуждена командам, указанным первыми; остальные не состоялись из-за неявки обеих команд. Это отражено и в таблице результатов игр.
Турнир по хоккею на траве также являлся квалификационным соревнованием для участия в Олимпийских играх 1996. Квалификацию получали одна мужская и одна женская команда — победители соответствующих турниров; соответственно, их получили мужская и женская сборные ЮАР.

## Медалисты
|         | Золото | Серебро  | Бронза |
| ------- | ------ | -------- | ------ |
| Мужчины | ЮАР    | Египет   | Кения  |
| Женщины | ЮАР    | Зимбабве | Кения  |

## Регламент соревнований
Команды в одной группе играют между собой по круговой системе в один круг. Начисление очков: за победу — 3 очка (в женском турнире — 2 очка), за ничью — 1 очко, за поражение — 0 очков. При равенстве очков преимущество получает команда с лучшей разницей забитых и пропущенных мячей.

## Результаты игр

### Мужчины

#### Групповой этап
| Место | Команда  | И | В | Н | П | ГЗ | ГП | +/- | Очки |
| ----- | -------- | - | - | - | - | -- | -- | --- | ---- |
| 1     | ЮАР      | 5 | 4 | 1 | 0 | 29 | 4  | +25 | 13   |
| 2     | Египет   | 4 | 3 | 1 | 0 | 16 | 4  | +12 | 10   |
| 3     | Кения    | 4 | 3 | 0 | 1 | 6  | 4  | +2  | 6    |
| 4     | Зимбабве | 4 | 3 | 0 | 1 | 15 | 7  | +8  | 6    |
| 5     | Нигерия  | 5 | 1 | 0 | 4 | 2  | 14 | −12 | 3    |
| 6     | Намибия  | 5 | 0 | 0 | 5 | 2  | 38 | −36 | 0    |

### Женщины

#### Групповой этап
| Место | Команда  | И | В | Н | П | ГЗ | ГП | +/- | Очки |
| ----- | -------- | - | - | - | - | -- | -- | --- | ---- |
| 1     | ЮАР      | 3 | 3 | 0 | 0 | 12 | 1  | +11 | 6    |
| 2     | Зимбабве | 3 | 3 | 0 | 0 | 3  | 0  | +3  | 6    |
| 3     | Кения    | 3 | 1 | 0 | 2 | 1  | 2  | −1  | 2    |
| 4     | Намибия  | 3 | 0 | 1 | 2 | 1  | 1  | 0   | 1    |
| 5     | Нигерия  | 3 | 1 | 1 | 1 | 1  | 1  | 0   | 3    |
| 6     | Гана     | 3 | 0 | 0 | 3 | 0  | 13 | −13 | 0    |